# キャメロット (バンド)
キャメロット（Kamelot）は、アメリカ合衆国出身のヘヴィメタル・バンド。
プログレッシブ、シンフォニック、ゴシックなどの要素を内包した、同国におけるメロディックパワーメタルの代表格と見なされている。バンド名はアーサー王の伝説上の城『キャメロット（Camelot）』に由来。

## バイオグラフィー

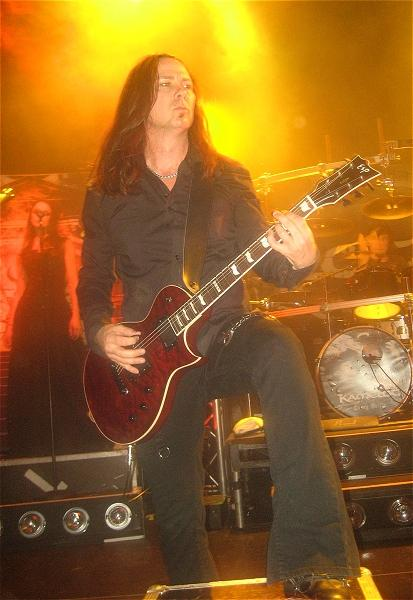
創設者トーマス・ヤングブラッド

1987年、トーマス・ヤングブラッドを中心にバンドが発足。
1994年にノイズ・レコードとのレコード契約を獲得し、デビューアルバム『エターニティ』を発表した。
3rdアルバム『シージ・ペリロス』制作途中に創設メンバー リチャード・ワーナー(Dr)とマーク・ヴァンダービルト(Vo)が脱退、後任に元コンセプションのボーカリストでエモーショナルな歌唱を得意とするロイ・カーンと、オーディションによって選ばれたケイシー・グリロ(Dr)が加入し、それ以後、特に日本やヨーロッパにおいて人気が急上昇した。2005年には、以前からツアーに帯同していたオリバー・パロタイ(Key)が正式加入し、5人編成となる。
2009年末に、グレン・バリー(B)が家庭の事情により脱退。後任に旧メンバーのショーン・ティブベッツ（旧ショーン・クリスチャンズ）が復帰した。
2011年4月、カーンが自身の健康上の理由により正式に脱退を表明。代役のツアー・ボーカリストはファビオ・リオーネ(ラプソディー・オブ・ファイア)らが務めた。
2012年6月末、カーンの後任として「SEVENTH WONDER」のトミー・カレヴィック(Vo)が加入。同年秋、カレヴィック加入後初となるアルバム『シルヴァーソーン』をリリース。なお、カレヴィックはSEVENTH WONDERを脱退せず、両バンドの活動を並行して続けている。
2015年春、11thアルバム『ヘイヴン』をリリース。翌2016年に来日公演。
2018年、長年在籍したケイシー・グリロ(Dr)が降板。同年4月、12thアルバム『ザ・シャドウ・セオリー』をリリース。同年11月に来日公演。

## メンバー
※2020年5月時点 

### 現ラインナップ
- トミー・カレヴィック (Tommy Karevik) - ボーカル (2012- )
- トーマス・ヤングブラッド (Thomas Youngblood) - ギター (1987- )
- ショーン・ティブベッツ (Sean Tibbetts) - ベース (1991-1992, 2009- )
- オリバー・パロタイ (Oliver Palotai) - キーボード (2005- )
- アレックス・ランデンバーグ (Alex Landenburg) - ドラムス (2018- )

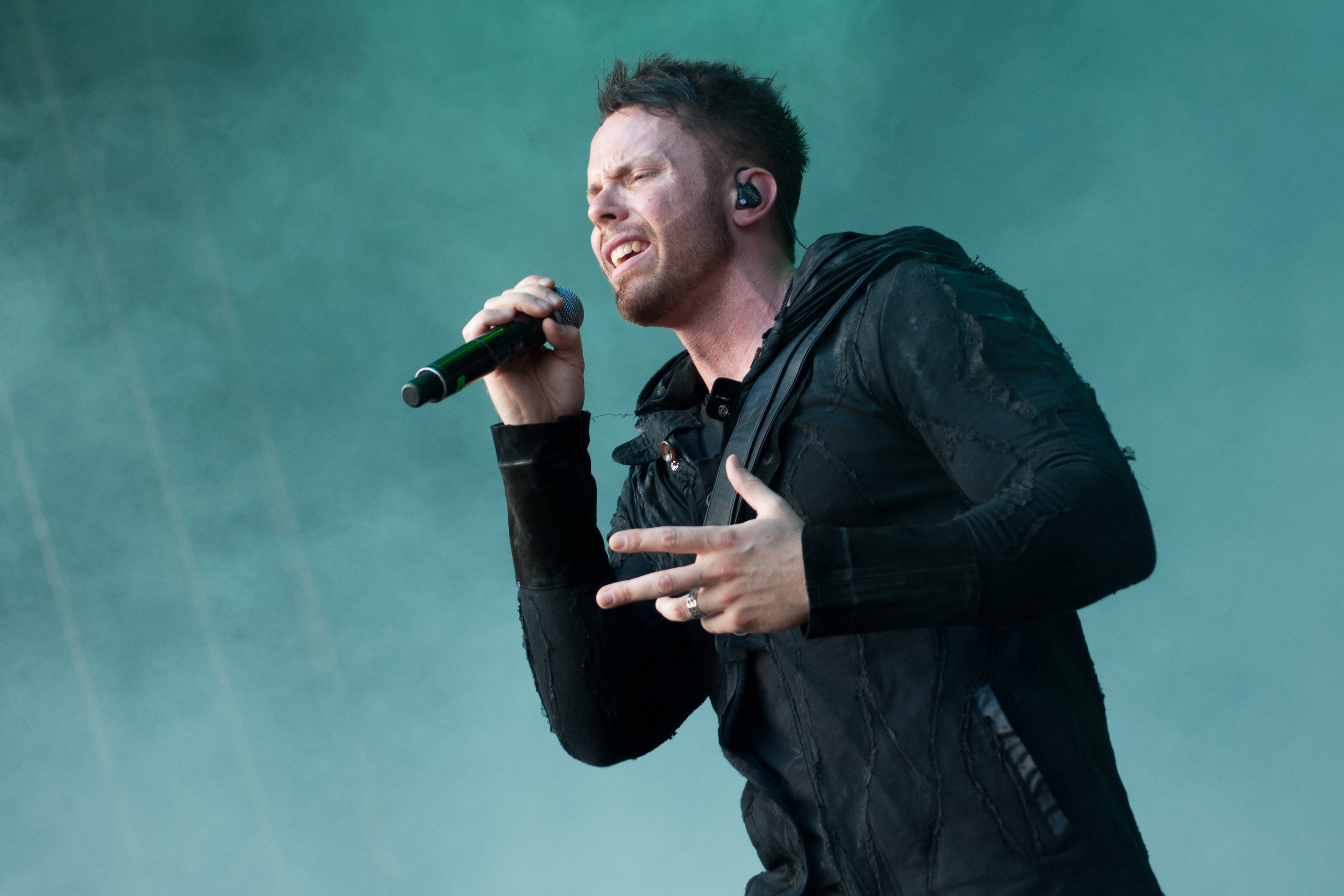
トミー・カレヴィック(Vo) 2018年
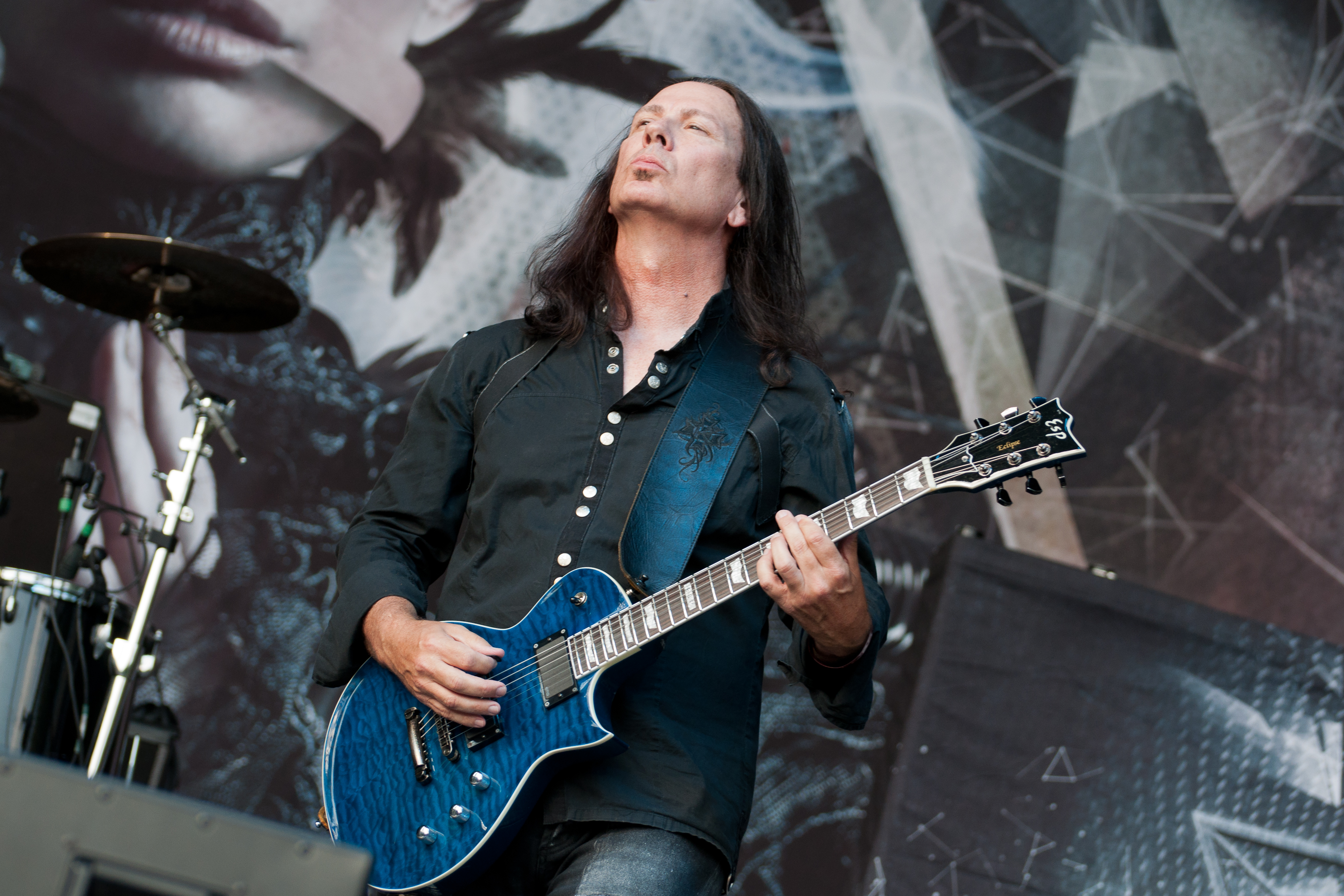
トーマス・ヤングブラッド(G) 2018年
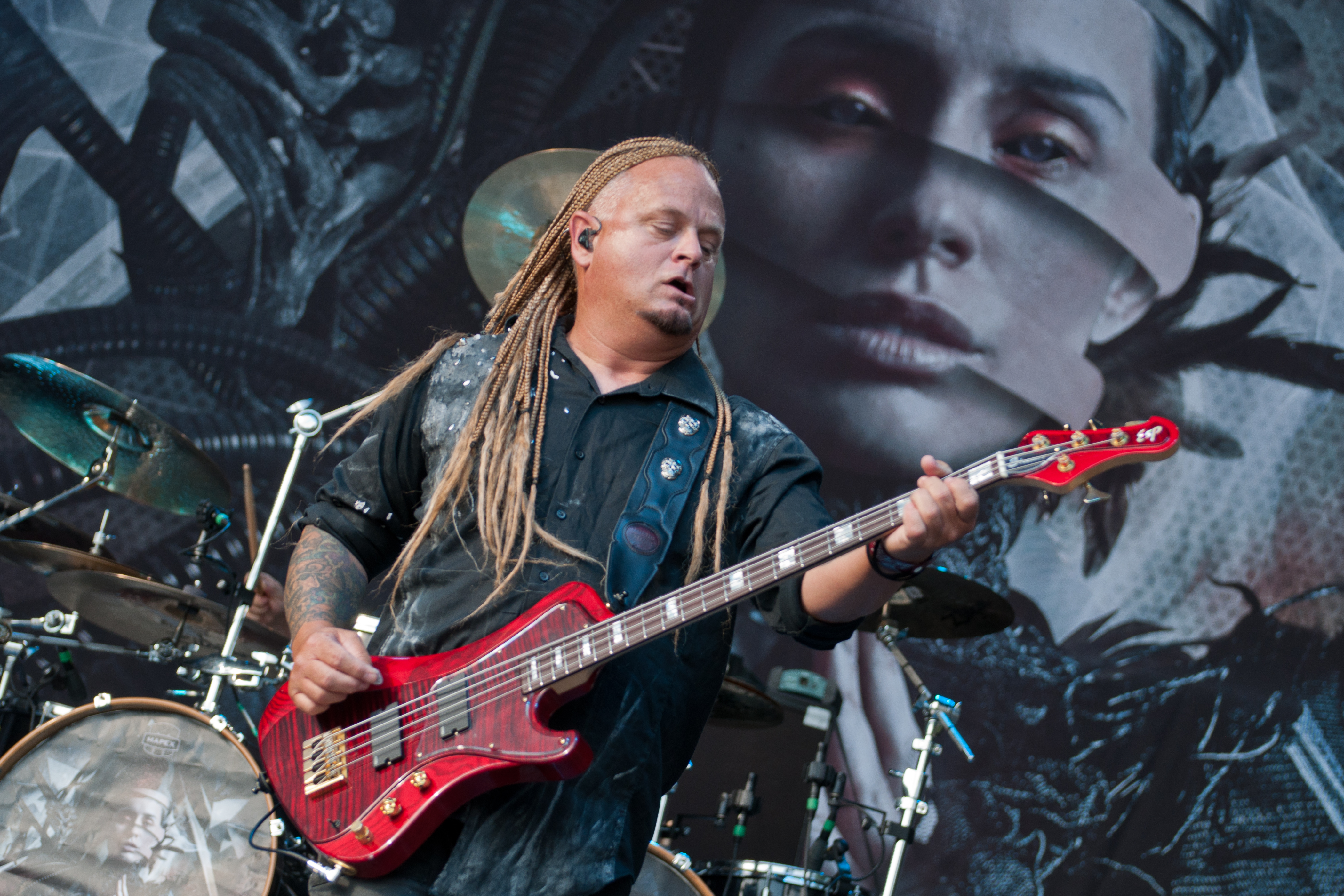
ショーン・ティブベッツ(B) 2018年
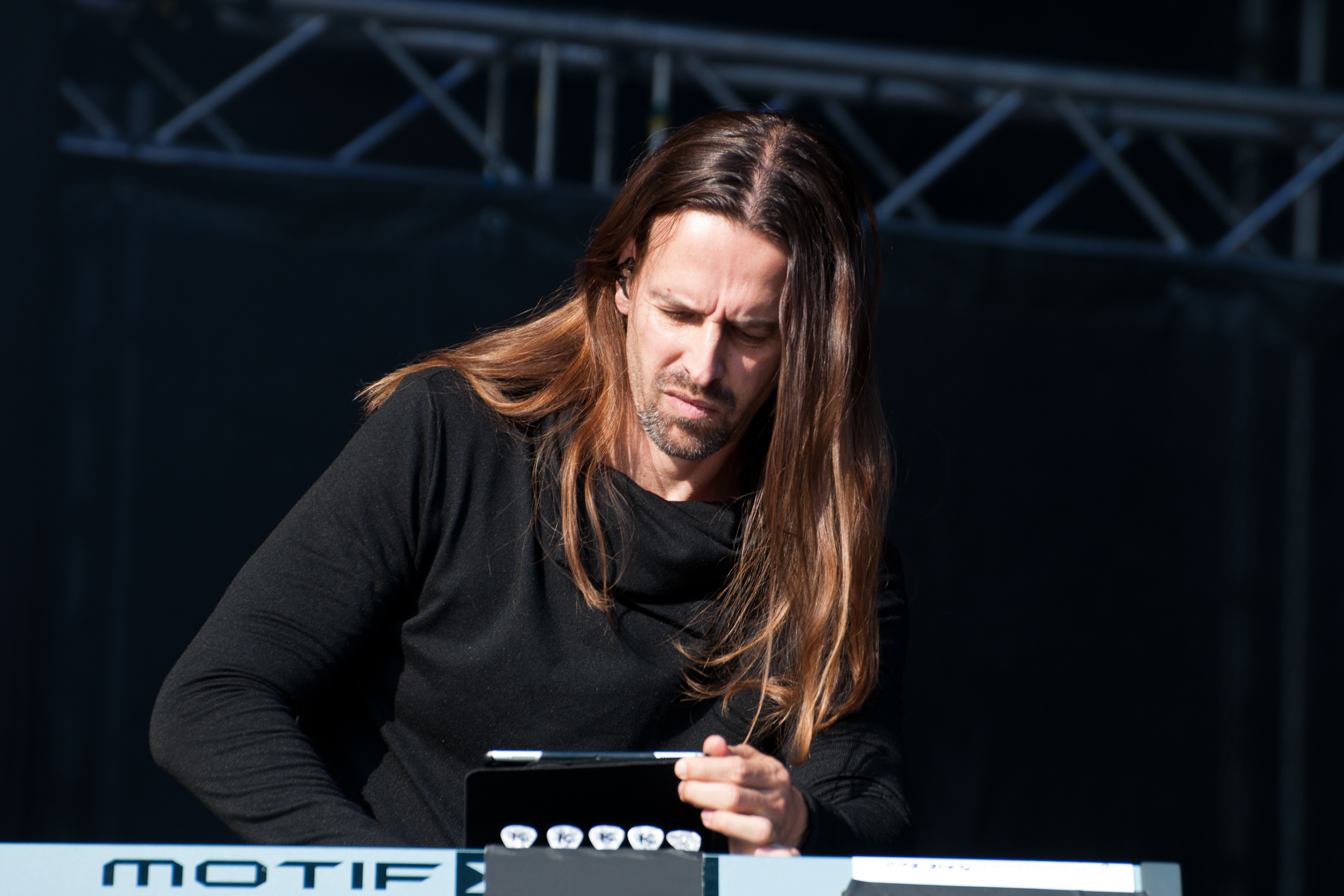
オリバー・パロタイ(Key) 2018年
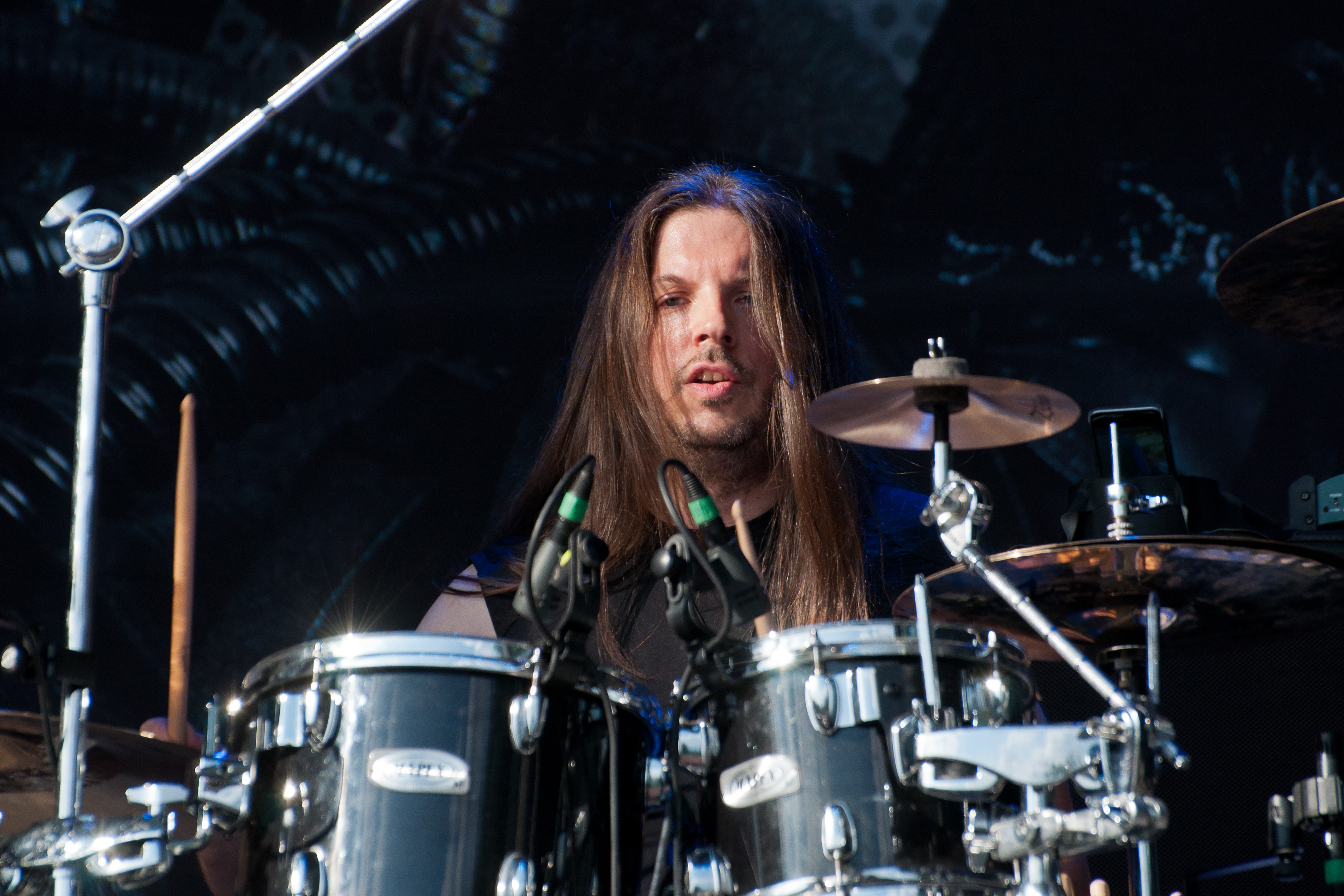
アレックス・ランデンバーグ(Dr) 2018年

### 旧メンバー
- ロブ・ベック (Rob Beck) – ボーカル (1987–1991)
- ダーク・ヴァン・ティルボーグ (Dirk Van Tilborg) – ベース/キーボード (1987–1991)
- リチャード・ワーナー (Richard Warner) - ドラムス (1987-1997)
- マーク・ヴァンダービルト (Mark Vanderbilt) - ボーカル (1991-1998)
- デビッド・パヴリコ (David Pavlicko) - キーボード (1993-1998)
- グレン・バリー (Glenn Barry) - ベース (1992-2009)
- ケイシー・グリロ (Casey Grillo) - ドラムス (1997- 2018)
- ロイ・カーン (Roy Khan) - ボーカル (1998-2011)
- ヨハン・ヌニェス (Johan Nunez) - ドラムス (2018)

## ディスコグラフィ

### アルバム
- エターニティ Eternity (1995)
- ドミニオン Dominion (1997)
- シージ・ペリロス Siege Perilous (1998)
- フォース・レガシー The Fourth Legacy (1999)
- カーマ Karma (2001)
- エピカ Epica (2003)
- ザ・ブラック・ヘイロー The Black Halo (2005)
- ゴースト・オペラ Ghost Opera (2007)
- ポエトリー・フォー・ザ・ポイズンド Poetry for the Poisoned (2010)
- シルヴァーソーン Silverthorn (2012)
- ヘイヴン Haven (2015)
- ザ・シャドウ・セオリーThe Shadow Theory(2018)
- ザ・アウェイクニングThe Awakening(2023)

### ライヴアルバム
- ジ・エクスペディション The Expedition (2000)(日本版未発売)
- ワン・コールド・ウィンターズ・ナイト One Cold Winter's Night (2006)

### デモ
- 1991 デモ 1991 Demo (1991)

### シングル
- ゴースト・オペラ Ghost Opera (2007)
- ザ・グレート・パンデモニウム The Great Pandemonium (2010)
- ホエア・ザ・ワイルド・ローゼス・グロウ Where the Wild Roses Grow (2010)

### 映像
- ワン・コールド・ウィンターズ・ナイト One Cold Winter's Night (2006)